# Bègues
Pour l’article homonyme, voir Begues.
Bègues est une commune française, située dans le département de l'Allier en région Auvergne-Rhône-Alpes.

## Géographie

### Localisation
Bègues se situe sur la rive droite de la Sioule. Le bourg se trouve sur une hauteur dominant la rivière tandis que le village de Neuvial est au bord de la Sioule, au nord-est.
Quatre communes sont limitrophes de Bègues.
|         | Saint-Bonnet-de-Rochefort |          |
| Ébreuil | Bègues                    | Mazerier |
|         |                           | Gannat   |

### Transports
Le territoire communal est traversé par les routes départementales 37 (liaison de Saint-Bonnet-de-Rochefort à Mazerier par le village de Neuvial), 216 (d'Ébreuil à Gannat par le centre du village) et 516 (de la RD 216 au centre de Gannat).
L'autoroute A71 passe dans la partie ouest de la commune. Un accès est possible par les échangeurs 13 et 14 de l'autoroute A719.

### Climat
Pour des articles plus généraux, voir Climat d'Auvergne-Rhône-Alpes et Climat de l'Allier.
En 2010, le climat de la commune est de type climat océanique dégradé des plaines du Centre et du Nord, selon une étude du CNRS s'appuyant sur une série de données couvrant la période 1971-2000. En 2020, Météo-France publie une typologie des climats de la France métropolitaine dans laquelle la commune est exposée à un climat de montagne ou de marges de montagne et est dans la région climatique Nord-est du Massif Central, caractérisée par une pluviométrie annuelle de 800 à 1 200 mm, bien répartie dans l’année.
Pour la période 1971-2000, la température annuelle moyenne est de 10,8 °C, avec une amplitude thermique annuelle de 15,7 °C. Le cumul annuel moyen de précipitations est de 770 mm, avec 10,9 jours de précipitations en janvier et 7,1 jours en juillet. Pour la période 1991-2020, la température moyenne annuelle observée sur la station météorologique de Météo-France la plus proche, « Charmes_sapc », sur la commune de Charmes à 9 km à vol d'oiseau, est de 11,9 °C et le cumul annuel moyen de précipitations est de 675,4 mm,. Pour l'avenir, les paramètres climatiques de la commune estimés pour 2050 selon différents scénarios d'émission de gaz à effet de serre sont consultables sur un site dédié publié par Météo-France en novembre 2022.

## Urbanisme

### Typologie
Au 1er janvier 2024, Bègues est catégorisée commune rurale à habitat dispersé, selon la nouvelle grille communale de densité à 7 niveaux définie par l'Insee en 2022.
Elle est située hors unité urbaine. Par ailleurs la commune fait partie de l'aire d'attraction de Gannat, dont elle est une commune de la couronne,. Cette aire, qui regroupe 8 communes, est catégorisée dans les aires de moins de 50 000 habitants,.

### Occupation des sols

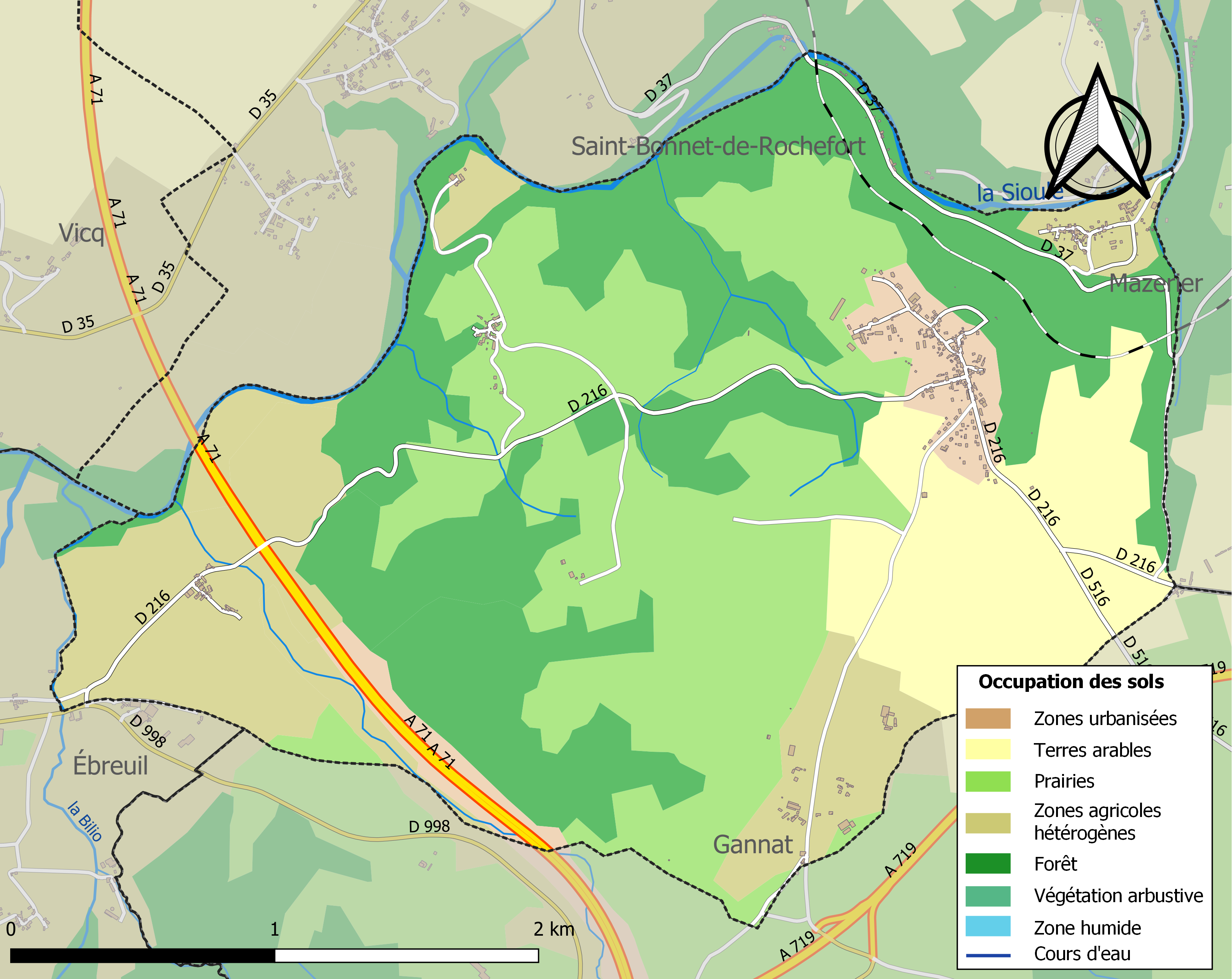
Carte des infrastructures et de l'occupation des sols de la commune en 2018 (CLC).

L'occupation des sols de la commune, telle qu'elle ressort de la base de données européenne d’occupation biophysique des sols Corine Land Cover (CLC), est marquée par l'importance des territoires agricoles (61,8 % en 2018), une proportion identique à celle de 1990 (61,8 %). La répartition détaillée en 2018 est la suivante : 
forêts (33,3 %), prairies (30,1 %), zones agricoles hétérogènes (18,4 %), terres arables (13,4 %), zones urbanisées (3 %), zones industrielles ou commerciales et réseaux de communication (1,8 %).
L'IGN met par ailleurs à disposition un outil en ligne permettant de comparer l’évolution dans le temps de l’occupation des sols de la commune (ou de territoires à des échelles différentes). Plusieurs époques sont accessibles sous forme de cartes ou photos aériennes : la carte de Cassini (XVIIIe siècle), la carte d'état-major (1820-1866) et la période actuelle (1950 à aujourd'hui).

## Toponymie
Le nom de Bègues est Begua en bourbonnais du Croissant, une langue de transition entre la langue occitane et la langue d'oïl.

## Histoire
Un important oppidum gaulois était présent à Bègues à l'époque de La Tène finale (dernière période avant la conquête romaine). Mais auparavant les Celtes étaient déjà présents sur le site : traces d'habitats. L'occupation se poursuit à l'époque gallo-romaine.
L'occupation du site est très ancienne, comme en témoignent des vestiges archéologiques préhistoriques, notamment douze haches de bronze à bords droits trouvées vers 1870 au sud de Bègues.
À l'époque romaine, la voie romaine de Clermont-Ferrand (Augustonemetum) à Bourges (Auaricum) passe sur le territoire de la commune et y traverse la Sioule.

## Politique et administration

### Découpage territorial
La commune de Bègues est membre de la communauté de communes Saint-Pourçain Sioule Limagne, un établissement public de coopération intercommunale (EPCI) à fiscalité propre créé le 1er janvier 2017 dont le siège est à Saint-Pourçain-sur-Sioule. Ce dernier est par ailleurs membre d'autres groupements intercommunaux.
Sur le plan administratif, elle est rattachée à l'arrondissement de Vichy, au département de l'Allier et à la région Auvergne-Rhône-Alpes. Sur le plan électoral, elle dépend du  canton de Gannat pour l'élection des conseillers départementaux, depuis le redécoupage cantonal de 2014 entré en vigueur en 2015, et de la troisième circonscription de l'Allier  pour les élections législatives, depuis le dernier découpage électoral de 2010.

### Administration municipale
| Période                                  | Période                     | Identité       | Étiquette | Qualité                   |
| ---------------------------------------- | --------------------------- | -------------- | --------- | ------------------------- |
| Les données manquantes sont à compléter. |                             |                |           |                           |
| avant 1988                               | janvier 2013                | Georges Baumet | PS        |                           |
| février 2013                             | mai 2020                    | Alain Viguié   |           | Retraité de l'agriculture |
| mai 2020                                 | En cours (au 21 avril 2021) | Serge Maume    |           |                           |

## Population et société

### Démographie
L'évolution du nombre d'habitants est connue à travers les recensements de la population effectués dans la commune depuis 1793. Pour les communes de moins de 10 000 habitants, une enquête de recensement portant sur toute la population est réalisée tous les cinq ans, les populations de référence des années intermédiaires étant quant à elles estimées par interpolation ou extrapolation. Pour la commune, le premier recensement exhaustif entrant dans le cadre du nouveau dispositif a été réalisé en 2007.

En 2022, la commune comptait 229 habitants, en évolution de +0,88 % par rapport à 2016 (Allier : −1,38 %, France hors Mayotte : +2,11 %).
| 1793 | 1800 | 1806 | 1821 | 1831 | 1836 | 1841 | 1846 | 1851 |
| ---- | ---- | ---- | ---- | ---- | ---- | ---- | ---- | ---- |
| 505  | 472  | 431  | 423  | 435  | 466  | 475  | 565  | 568  |

| 1856 | 1861 | 1866 | 1872 | 1876 | 1881 | 1886 | 1891 | 1896 |
| ---- | ---- | ---- | ---- | ---- | ---- | ---- | ---- | ---- |
| 528  | 530  | 517  | 519  | 508  | 502  | 474  | 471  | 465  |

| 1901 | 1906 | 1911 | 1921 | 1926 | 1931 | 1936 | 1946 | 1954 |
| ---- | ---- | ---- | ---- | ---- | ---- | ---- | ---- | ---- |
| 410  | 420  | 387  | 337  | 320  | 274  | 233  | 212  | 176  |

| 1962 | 1968 | 1975 | 1982 | 1990 | 1999 | 2006 | 2007 | 2012 |
| ---- | ---- | ---- | ---- | ---- | ---- | ---- | ---- | ---- |
| 177  | 150  | 152  | 196  | 193  | 202  | 225  | 228  | 231  |

| 2017 | 2022 | - | - | - | - | - | - | - |
| ---- | ---- | - | - | - | - | - | - | - |
| 227  | 229  | - | - | - | - | - | - | - |

### Enseignement
Bègues dépend de l'académie de Clermont-Ferrand. Il n'existe aucune école.
Hors dérogations à la carte scolaire, les collégiens sont scolarisés à Gannat et les lycéens à Saint-Pourçain-sur-Sioule (lycée Blaise-de-Vigenère) ou à Cusset (lycée Albert-Londres).

## Économie
Il n'y a plus de commerce à Bègues (mais le village est desservi par des commerçants itinérants). En revanche, des artisans sont installés dans la commune. À Neuvial, il y a une entreprise de fabrication d'aliments pour le bétail, ainsi qu'une microcentrale électrique installée dans l'ancien moulin sur la Sioule.

## Culture locale et patrimoine

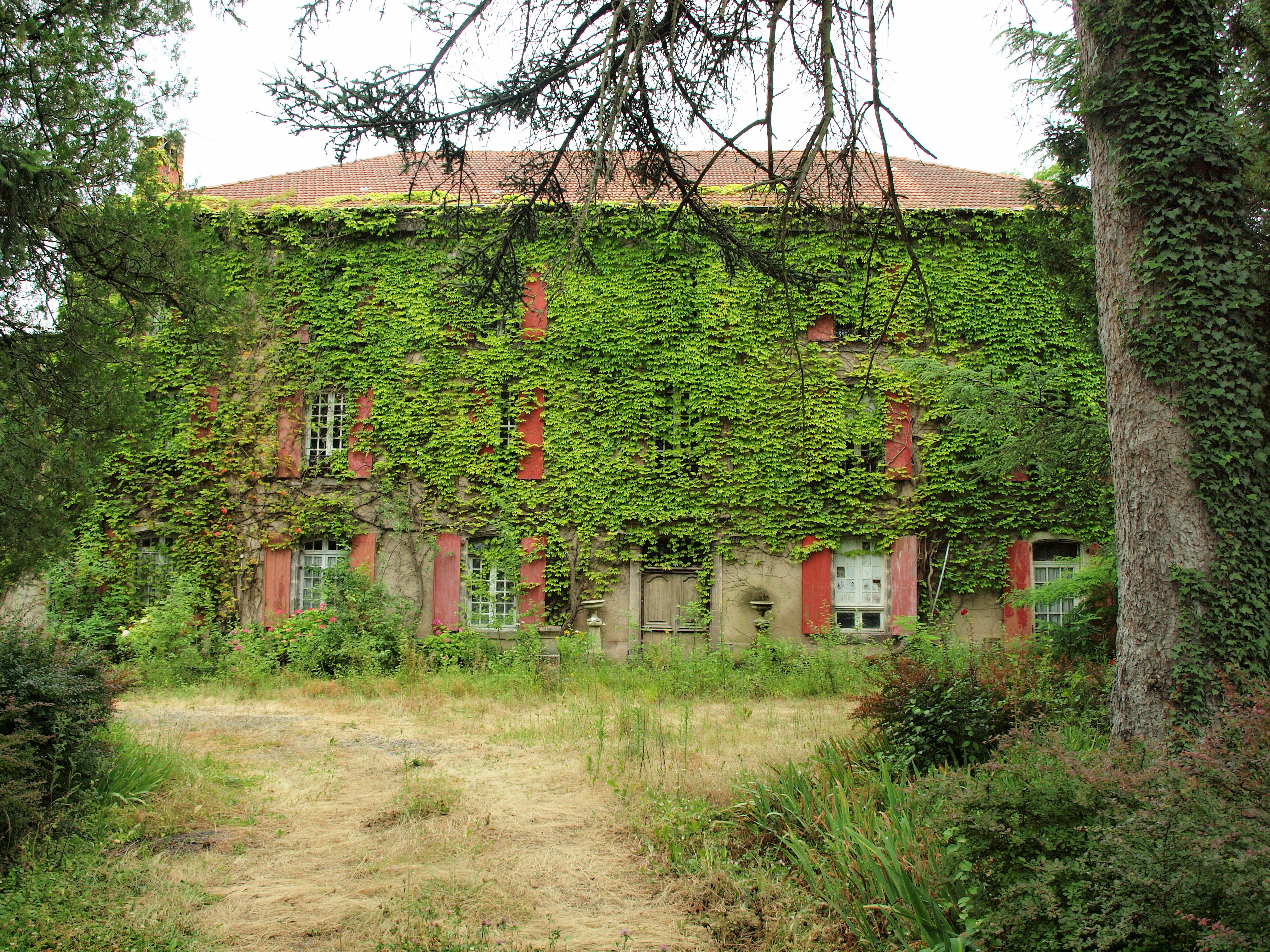
Château de Bègues (centre François-de-Saulieu)

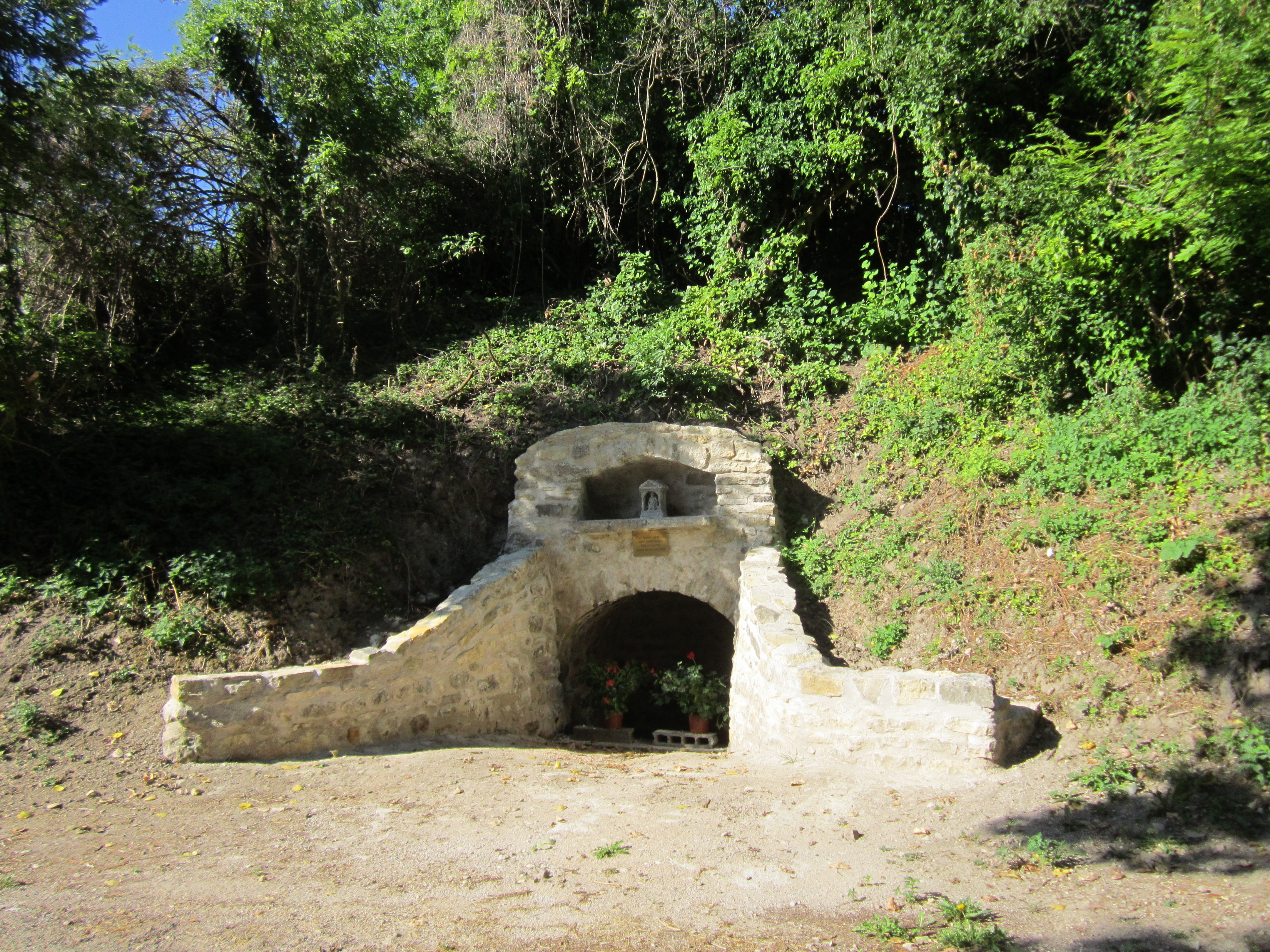
Fontaine Saint-Aignan

### Lieux et monuments
- Église du premier âge roman, inscrite aux Monuments historiques et dédiée à saint Aignan. L'église Saint-Aignan, de petite taille, comporte une nef flanquée de deux bas-côtés ; l'ensemble se termine par une abside et deux absidioles. Un clocher carré est construit sur la croisée du transept. Au-dessus de la porte principale, peinture murale représentant l'Annonciation.
- Viaduc de Rouzat (1869), construit par Eiffel et Cie sur la Sioule. Inscrit Monument Historique.
- Viaduc de Neuvial (1869), construit par Eiffel et Cie. Inscrit Monument Historique.
- Château de Bègues, en face de l'église Saint-Aignan. Aujourd'hui Centre François-de-Saulieu. Du château plus ancien, il reste une tour ronde. La terre de Bègues a appartenu à partir du XVIIe siècle aux familles du Ligondès, puis de Grivel et de Bernard.
- Fontaine Saint-Aignan. Cette fontaine, construite au XIXe siècle et restaurée en 2015, alimentait l'ancien lavoir communal.

### Personnalités liées à la commune
- Général Auguste Antoine Palasse, né à Bègues le 11 juin 1881, attaché militaire à Moscou à la veille de la Seconde Guerre mondiale.

### Héraldique
| Blason de Bègues | Blason  | De gueules à saint Aignan du lieu d’or assis dans sa niche d’argent ouverte aussi d’or ; à la champagne ondée cousue d’azur chargée de trois épis de blé aussi d’or posés en éventail. |
| Blason de Bègues | Détails | Le statut officiel du blason reste à déterminer. |